# Kurt Guss

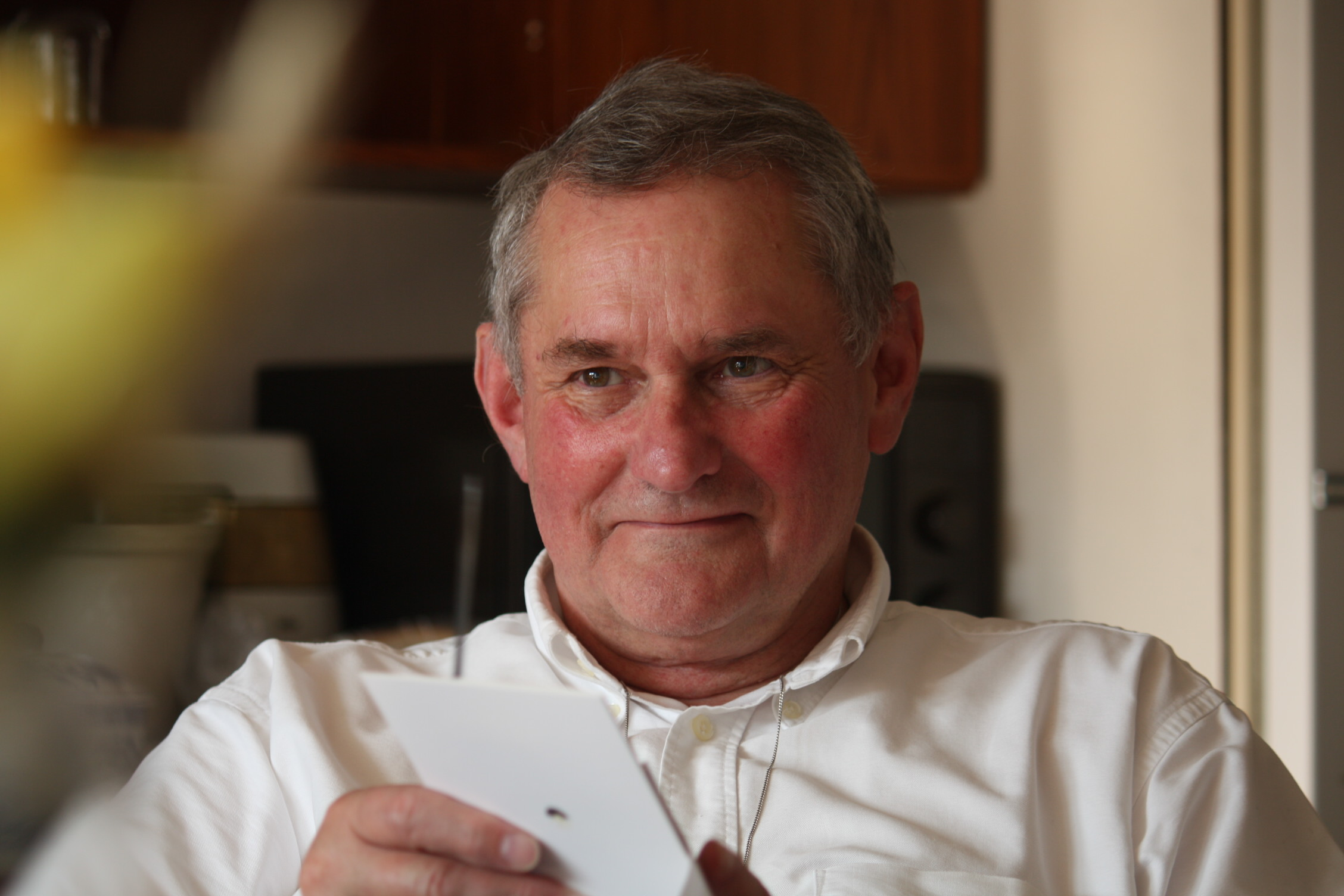
Kurt Guss, 2009

Kurt Guss (* 14. November 1943 in Sondershausen) ist ein deutscher Gestalttheoretiker und Gelehrter mit akademischen Qualifikationen in Psychologie, Soziologie, Philosophie, Pädagogik und Rechtswissenschaft.

## Leben
Kurt Guss wurde als Sohn des Lehrers Kurt Guss und dessen Ehefrau Gisela Guss, geb. Wichmann geboren. Er studierte Philosophie, Psychologie, Psychopathologie, Physiologie, Humangenetik, Soziologie, Erziehungs- und Rechtswissenschaft an den Universitäten in Münster, Dortmund, Heidelberg und Gießen. Nach dem Diplom in Psychologie (1968) an der Universität Münster und dem Ersten Staatsexamen für das Lehramt (1970) wurde er von Wolfgang Metzger 1972 promoviert. Es folgten die Habilitation in Psychologie an der Universität Duisburg (1981), die Berufung zum Professor für Psychologie und Soziologie an der Hochschule des Bundes für öffentliche Verwaltung in Mannheim (1983), die Promotion in Erziehungswissenschaft an der Universität Dortmund (1988) und die Promotion in Rechtswissenschaft an der Universität Gießen (2002).
Guss wirkte als Hochschullehrer an der Universität Duisburg, an der Hochschule des Bundes für öffentliche Verwaltung in Mannheim und an der Staatlichen Nekrassow-Universität in Kostroma (Russland). Er ist Präsident der Ostwestfalen-Akademie, die unter anderem Seminare veranstaltet und einen eigenen Verlag unterhält. Kurt Guss ist Gründungspräsident der internationalen Gesellschaft für Gestalttheorie und ihre Anwendungen (GTA) für die er seinen Lehrer Wolfgang Metzger als Ehrenpräsidenten und Manès Sperber als Ehrenmitglied gewinnen konnte. Er ist Mit-Herausgeber des ICCPP-Journal und beratender Herausgeber der internationalen multidisziplinären Zeitschrift Gestalt Theory.

## Ehrungen
- 2019: Ehrenmitgliedschaft der internationalen Gesellschaft für Gestalttheorie und ihre Anwendungen (GTA).[9]
- 2021: Heimatpreis der Stadt Borgentreich für das Projekt „Jüdischer Friedhof“.[10]

## Schriften
Herausgeberschaft Bücher
- Gestalttheorie und Erziehung. Steinkopff-UTB, Darmstadt 1975, ISBN 978-3-798-50427-1.
- Gestalttheorie und Fachdidaktik. Steinkopff-UTB, Darmstadt 1977, ISBN 978-3-798-50484-4.
- Gestalttheorie und Sozialarbeit. Steinkopff-UTB, Darmstadt 1979, ISBN 978-3-798-50515-5.
- Berliner Schule. Gestalttheoretisches Repetitorium. Verlag der Ostwestfalen-Akademie, Borgentreich 2018. ISBN 978-3-947435-12-8.
- Wertheimers Fenster. Gestalttheoretisches Kolloquium. Verlag der Ostwestfalen-Akademie, Borgentreich 2018. ISBN 978-3-947435-13-5.
- Psychologische Forschung. Jahrgänge 1922–1938. Verlag der Ostwestfalen-Akademie, Borgentreich 2019. ISBN 978-3-947435-14-2.
- Welcome to GTA. Anniversary Celebration Warsaw 2019. Verlag der Ostwestfalen-Akademie, Borgentreich 2020. ISBN 978-3-947435-40-1.

Herausgeberschaft Zeitschriften
- Gestalt Theory – An International Multidisciplinary Journal (von 1979 bis 1983), ISSN 2519-5808.
- Psychologie Verstehen! (1992 bis 2004), ISSN 0941-3049.
- papilio curiosus (1991 bis 1998), ISSN 0944-7725.
- Dromedary Magazine (2007 bis 2008), ISSN 1864-9416.
- Heureka (seit 2010)

Autorenschaft in deutscher Sprache
- Psychologie als Erziehungswissenschaft. Klett, Stuttgart, 1975, ISBN 3-129-03210-X.
- Eine psychologische Definition von Lohn und Strafe, 1975 (link)
- Lohn und Strafe, Klinkhardt, Bad Heilbrunn, 1979, ISBN 3-7815-0391-7.
- Individualpsychologische und sozialpsychologische Aspekte der Integration, 1979 (link)
- Psychologische Grundlagen fremddienlicher Tätigkeit, 1979 (link)
- Zauberhafte Gestalten. Bemerkungen zur Psychologie der Täuschungskunst, 1980 (link )
- Persönlichkeitsmodelle und Psychotherapie, 1982 link
- Krieg als Gestalt – Psychologie und Pädagogik bei Carl von Clausewitz, VfW, München 1990, ISBN 3-821-90026-1.
- Psychologie – Wege in eine Wissenschaft. Decker & Müller, Heidelberg, 1990, ISBN 3-822-60590-5.
- Psychologie – ein humorvoller Einstieg. Hüthig, Heidelberg, 2. Aufl. 1997, ISBN 3-7785-2612-X.
- Folienatlas Psychologie. VUG, Borgentreich 1997, ISBN 3-927961-01-9.
- Willensfreiheit oder: Beruht das deutsche Strafrecht auf einer Illusion? VUG, Borgentreich 2000, ISBN 3-927961-55-8.
- Abstand zum Leben. Franz-Bert-Müller-Verlag, Wiesbaden 2002, ISBN 3-934265-95-2.
- Workbook Psychology – Arbeitsbuch mit Aufgaben und Übungen. VUG, Borgentr. 2012, 4. Aufl., ISBN 978-3-927961-78-4.
- Workbook Psychology – Lehrerhandbuch. VUG, Borgentreich 2000, 2. Aufl., ISBN 3-927961-61-2.
- Gesundheit und Krankheit. Franz-Bert-Müller, Wiesbaden 2001, ISBN 3-934265-77-4.
- Märchenbuch Psychologie. VUG, Borgentreich 2008
- Psychische Störungen – Diagnose, Klassifikation, Therapie. VUG, Borgentreich 2011
- Psychische Auffälligkeiten – die bunte Welt der Psychopathologie. VUG, Borgentreich 2011
- Psychiatrische Diagnosen, 2013 link
- Psychische Krankheitsbilder in der Literatur Russlands. VUG, Borgentreich 2013, ISBN 978-3944723303.
- Zauberhafte Gestalten. VUG–Heureka, Borgentreich 2013, ISBN 978-3-944723242.
- Rubins Becher – Gestalttheoretisches Propädeutikum. VUG–Prägnant, Borgentreich 2013, ISBN 3-944-72314-7.
- Alkohol – die angesehene Droge. 3. Auflage, VUG, Borgentreich 2014, ISBN 3-927-96122-1.
- Lachende Gestalten. VUG–Heureka, Borgentreich 2014, ISBN 3-944-72325-2.
- Ich bin Alkoholiker – Geschichte einer Rettung. 2. Auflage, VOWA, Borgentreich 2022, ISBN 978-3-947435-77-7.
- Klinik Villa Rothenburg. Animationen über Körper, Geist und Seele. VUG, Borgentreich 2015, ISBN 3-944-72334-1.
- Wo ist Gott? Versuch über den religiösen Konkretismus. Verlag der Ostwestfalen-Akademie, Borgentreich 2018. ISBN 978-3-947435-07-4.
- Kopernikus. Versuch über die Sternstunden des Geistes. Verlag der Ostwestfalen-Akademie, Borgentreich 2019. ISBN 978-3-947435-09-8.
- Heller Wahnsinn. Lehrbuch für den HP Psychotherapie. 2. Auflage, Verlag der Ostwestfalen-Akademie, Borgentreich 2020. ISBN 978-3-947435-86-9.
- Vanessas Reise. Übungsbuch für den HP Psychotherapie. Verlag der Ostwestfalen-Akademie, Borgentreich 2020. ISBN 978-3-947435-55-5.
- Maztel Tov! Prüfungsbuch für den HP Psychotherapie. Verlag der Ostwestfalen-Akademie, Borgentreich 2020. ISBN 978-3-947435-44-9.
- Das lustige Strafrecht. Mon amour fou.  Verlag der Ostwestfalen-Akademie, Borgentreich 2022. ISBN 978-3-947435-34-0.
- Let's keep it simple! Prägnanz und die Slogans der Anonymen Alkoholiker. Verlag der Ostwestfalen-Akademie, Borgentreich 2021. (Gemeinsam mit Olha Dunayevska.) ISBN 978-3-947435-66-1.
- To Boone or not to Boone. AA-Slogans Manual.  Verlag der Ostwestfalen-Akademie, Borgentreich 2023. (Gemeinsam mit Olha Dunayevska.) ISBN 978-3-947435-70-8.
- Klus Eddessen. Wege zur Spiritualität.  2. Auflage, Verlag der Ostwestfalen-Akademie, Borgentreich 2023.  ISBN 978-3-947435-63-0.
- Wo ist Gott? Drei Essays über Spiritualität.  3. Auflage, Verlag der Ostwestfalen-Akademie, Borgentreich 2024.  ISBN 978-3-947435-85-2.
- Die Juden von Bühne. Vergib uns unsere Schuld!  Verlag der Ostwestfalen-Akademie, Borgentreich 2025.  ISBN 978-3-947435-61-6.

Autorenschaft in russischer Sprache
- Гусс, Курт: Психические расстройства. Диагностика – Классификация – Терапия. Кострома 2012. ISBN 978-3-928524-64-3.
- Гусс, Курт: Психические  отклонения. Красочный мир психопатологии. Кострома 2013. ISBN 978-5-7591-1362-1.
- Гусс, Курт: Картины психических заболеваний на примерах из русской классической литературы. Кострома 2014. ISBN 978-5-7591-1428-4.